# Mouzens (Dordogne)
Mouzens korábbi község Franciaországban, Dordogne megyében. Lakosainak száma 233 fő (2017. január 1.). Mouzens Coux-et-Bigaroque községgel határos.
2016. január 1-jén Coux-et-Bigaroque korábbi községgel egyesült és az így létrejött Coux et Bigaroque-Mouzens új község része lett.

## Népesség
A település népességének változása:
| Lakosok száma | 220  | 214  | 186  | 196  | 227  | 238  | 241  | 238  | 233  | 233  |
|               | 1962 | 1968 | 1975 | 1990 | 1999 | 2006 | 2008 | 2013 | 2015 | 2017 |